# Inferno Carnal
Inferno Carnal é um filme brasileiro de 1976, do gênero terror, dirigido e produzido por José Mojica Marins. O filme é uma adaptação do episódio A Lei de Talião, exibido em O Estranho Mundo de Zé do Caixão, na TV Tupi.

## Sinopse
O brilhante cientista Dr. George Medeiros está próximo de sua grande descoberta, e centrado em suas pesquisas ele nunca arruma tempo para sua bela esposa Raquel. Ela e seu amante Oliver, melhor amigo do Dr. George, planejam seu assassinato para ficar com toda sua fortuna. Mas nem tudo ocorre como planejado, e Dr. George Medeiros sobrevive e planeja sua cruel vingança.

## Elenco
- José Mojica Marins .... Dr. George Medeiros
- Luely Figueiró .... Raquel
- Oswaldo De Souza .... Oliver
- Helena Ramos
- Cristina Andréia
- Lirio Bertelli
- Virgínia Camargo
- Michel Cohen
- João Paulo Ramalho (dublador de Mojica)